# Bússola giroscópica

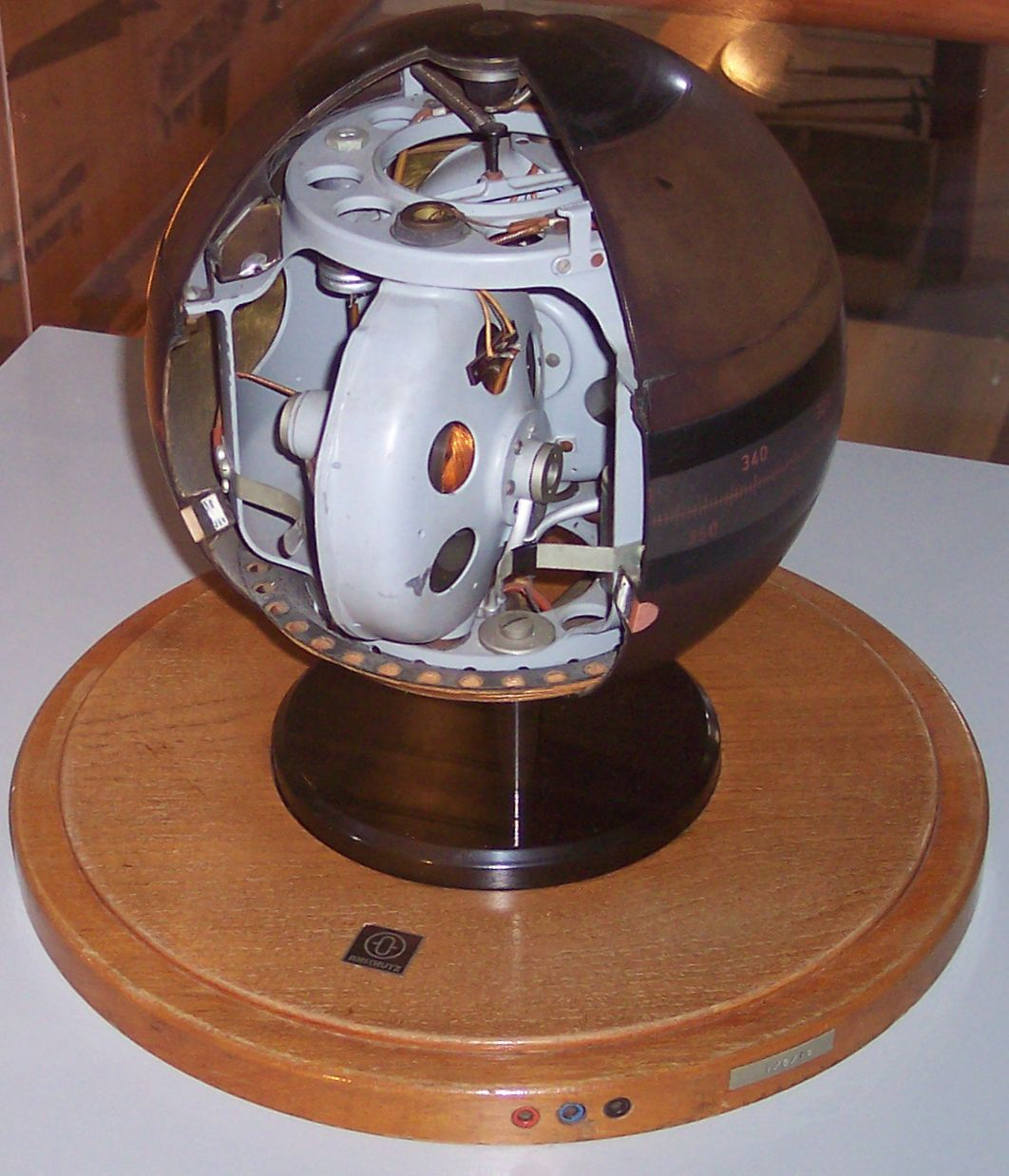
Corte de uma bússola giroscópica de Anschütz

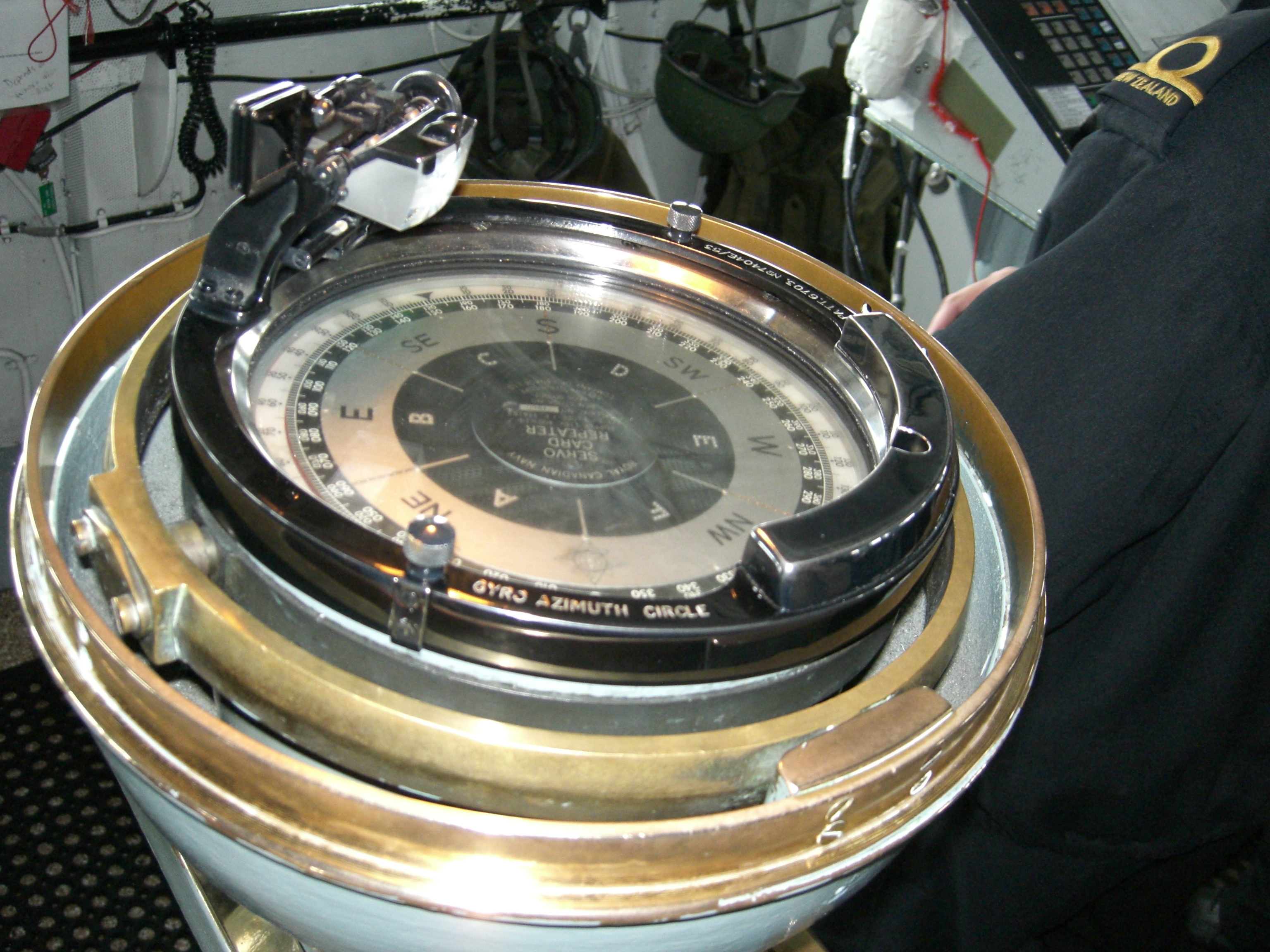
Um mostrador de bússola giroscópica

Uma Bússola Giroscópica, também conhecida como Girocompasso, é semelhante a um giroscópio. É uma bússola que identifica o norte verdadeiro utilizando eletricidade, volantes de inércia girando em alta velocidade, atrito ou outras forças a fim de explorar leis básicas da física e da rotação da Terra. Bússolas giroscópicas são muito utilizadas em navios. As bússolas giroscópicas navais possuem duas vantagens principais em relação à bússola magnética:
- Procuram o norte verdadeiro, isto é, o ponto da superfície terrestre posicionado diretamente acima do eixo de rotação do planeta. Este ponto é deslocado em relação ao norte magnético – um aspecto muito importante para a navegação; e
- Não são afetados por campos magnéticos externos, que normalmente desvia uma bússola normal. Esses campos magnéticos são criados pelos metais utilizados na construção dos próprios navios.

## Operação
Uma bússola giroscópica é essencialmente um giroscópio, uma roda que gira montada em balancins de modo que o eixo da roda é livre para se orientar para qualquer lado. Quando ele é girado a alta velocidade seu eixo se mantém apontado para um pólo celeste devido à lei da conservação do momento angular, da mesma forma que uma roda normalmente mantém sua orientação original em relação a um ponto fixo no espaço sideral (e não a um ponto fixo na Terra). Enquanto a Terra gira, um observador estacionário na superfície vai ver que o eixo do giroscópio dará uma volta completa sobre si mesmo a cada 24 horas. Mas tais giroscópios não podem ser normalmente utilizados para navegação marítima. O ingrediente crucial que deve ser adicionado para que o giroscópio possa apontar para o norte verdadeiro é um mecanismo que aplica um torque sempre que o eixo da bússola não está apontado para o norte.
Um método utiliza a fricção para aplicar o torque necessário: o giroscópio em uma bússola giroscópica não está completamente livre para reorientar-se, se, por exemplo, um dispositivo conectado ao eixo é imerso em um fluido viscoso, em seguida, esse líquido vai resistir a reorientação do eixo. Esta força de atrito causado pelo fluido resulta em um torque que age sobre o eixo, fazendo com que o eixo gire em uma direção ortogonal ao torque em direção ao pólo norte celeste (aproximadamente na direção da Estrela Polar). Uma vez que os pontos do eixo apontam em direção ao pólo celeste, ele parece estar parado e não vai sentir mais qualquer força de atrito. Isto porque o norte verdadeiro é a única direção para a qual o giroscópio pode permanecer na superfície da terra e não ser obrigado a mudar. Esta orientação do eixo é considerado um ponto de energia potencial mínima.
Outro método, e mais prático, é usar pesos para forçar o eixo da bússola para manter-se horizontal com respeito à superfície da Terra, mas por outro lado permitir a girar livremente dentro desse plano. Neste caso, a gravidade irá aplicar um torque forçando o eixo da bússola em direção ao norte verdadeiro. Como os pesos irão limitar o eixo da bússola a ser horizontal em relação à superfície da Terra, o eixo não pode alinhar com o eixo da Terra (com exceção do Equador) e deve alinhar-se com a rotação da Terra. Mas com relação à superfície da Terra, a bússola irá parecer para estar parada e apontada ao longo da superfície da Terra em direção ao Pólo Norte verdadeiro.
Como a busca automática do norte de uma bússola giroscópica depende da rotação da Terra para desviar a bússola através de precessão giroscópica, ela não vai orientar-se corretamente para o norte verdadeiro, se a plataforma onde ela está montado está se movendo muito rápido em uma direção leste-oeste, o que anularia a rotação da Terra. No entanto, muitos modelos de aviação, chamados de indicadores posição ou giroscópios direcionais, podem ser facilmente alinhadas manualmente para o norte como é comumente feito em voos de aeronaves.

## Histórico
Nascido em Cortland, Nova Iorque, em 1860, Elmer Ambrose Sperry foi educado na Escola de Treinamento Normal Estadual (State Normal Training School). Em 1890, ele fundou duas empresas. Naquele ano, G.M. Hopkins havia inventado o primeiro giroscópio acionado eletricamente. Um giroscópio é um disco montado em uma base de tal forma que o disco pode girar livremente no seus eixos X e Y, isto é, o disco vai ficar em uma posição fixa mesmo que a sua base seja movida em qualquer direção. Modificações efetuadas por Hopkins, como Sperry e outros viram, fizeram do giroscópio um equipamento prático, ao invés de uma mera curiosidade, e que poderia ser transformado em um dispositivo de referência confiável em navios de aço, onde uma bússola magnética padrão não era confiável.
Depois de anos de trabalho, Sperry produziu um sistema de giroscópio viável (1908: patente # 1 242 065), e fundou a Sperry Gyroscope Company. O sistema foi adotado pela Marinha dos EUA (1911), e desempenhou um papel importante na Primeira Guerra Mundial. A Marinha também começou a utilizar o Sperry "Metal Mike": o primeiro piloto automático a utilizar um sistema de direção giroscópica. Nas décadas seguintes, esses e outros dispositivos Sperry foram adotadas por navios a vapor, como o RMS Queen Mary, aviões e navios de guerra da Segunda Guerra Mundial. De fato, após a sua morte em 1930, a Marinha dos EUA batizou o navio USS Sperry em homenagem a ele.
Ao longo do tempo, Sperry inventou e patenteou uma ampla gama de dispositivos, incluindo bondes elétricos, holofotes de alta intensidade, dínamos, e dispositivos de segurança ferroviária. Após sua morte, a empresa de Sperry atuou no campo da eletrônica - um movimento que ele teria apreciado. Ainda assim, Sperry será melhor lembrado como o pai da moderna tecnologia de navegação.

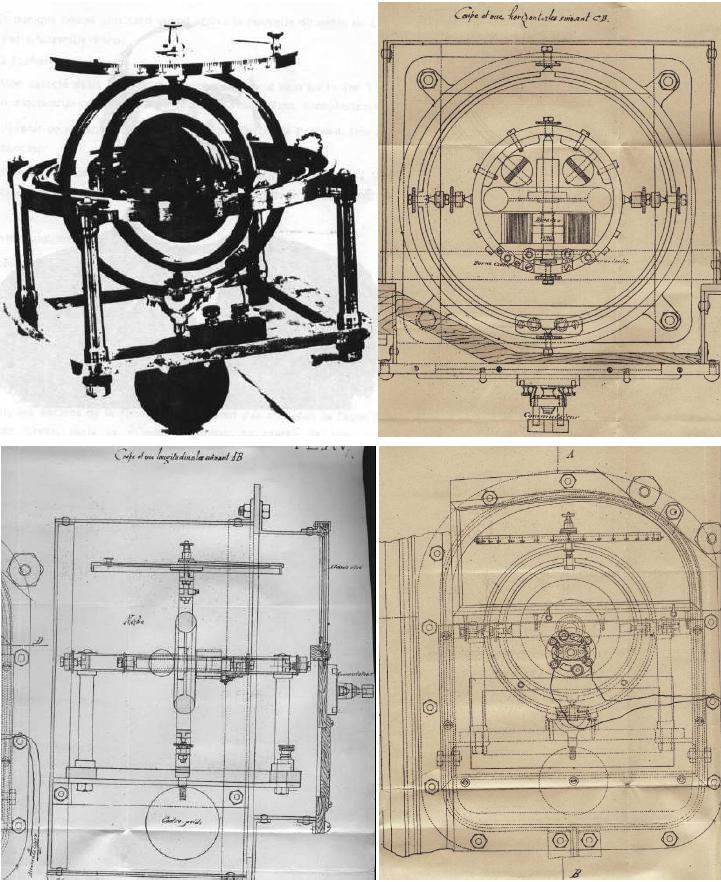
A bússola giroscópica de 1889 de Dumoulin-Krebs

Antes do sucesso nos EUA, várias tentativas foram feitas na Europa. Em 1880, William Thomson (Lord Kelvin) tentou propor um giróstato (acima) para a Marinha britânica. Em 1889, Arthur Krebs adaptou um motor elétrico em um giroscópio naval Dumoulin-Froment, para a Marinha francesa. Dando ao submarino Gymnote a capacidade de manter uma linha reta sob a água durante várias horas,  em 1890.

## Erros
Uma bússola giroscópica pode ser sujeita a certos erros. Estes incluem erros de velocidade, onde as mudanças bruscas de velocidade e latitude, causam desvios antes que o giroscópio possa ajustar-se. Na maioria dos navios modernos, um GPS ou outros dados de navegação auxiliares podem enviar dados para o giroscópio, permitindo que um pequeno computador calcule a correção necessária. Como alternativa, um design baseado em uma tríade ortogonal de fibra óptica ou anel de giroscópios a laser podem eliminar esses erros, pois eles dependem de nenhuma parte mecânica, em vez de usar os princípios da diferença de caminho ótico para determinar a taxa de rotação.